# Désert du Djourab
Le désert du Djourab est un erg situé majoritairement dans la région du Borkou, au Tchad. Dans une moindre mesure, il s'étend dans les régions voisines du Tibesti et de l'Ennedi Ouest.
Il serait vieux d'au moins sept millions d'années, selon des études de 2006. C'est dans le désert du Djourab, dans la région de Toros Ménalla, que les chercheurs ont identifié d'importantes formations de dunes fossiles témoignant d'un véritable erg dunaire fossile formé au Miocène supérieur.
Selon eux, elles constituent le plus ancien témoignage direct d'un épisode désertique franc au Sahara, précédant une phase climatique plus sahélienne marquée par la mise en place de paysages verdoyants et de lacs éphémères.
La plus grande ville au sein de ce désert est Faya-Largeau.

## Géographie et hydrologie
Le désert du Djourab est délimité et séparé du reste du Sahara par le bassin du lac Tchad. Il se différencie du reste de la région saharienne par le massif de l'Ennedi et un paysage généralement plus plat que dans le Sahara dunaire. Certaines parties de l'Ennedi, dans l'Est et au Nord du Djourab, abritent des oueds, des rivières et des lacs fertiles .
Le Bahr el-Ghazal, un ancien fleuve endoréique aujourd'hui complètement asséché, coulait du lac Tchad jusqu'à la dépression du Bodélé.

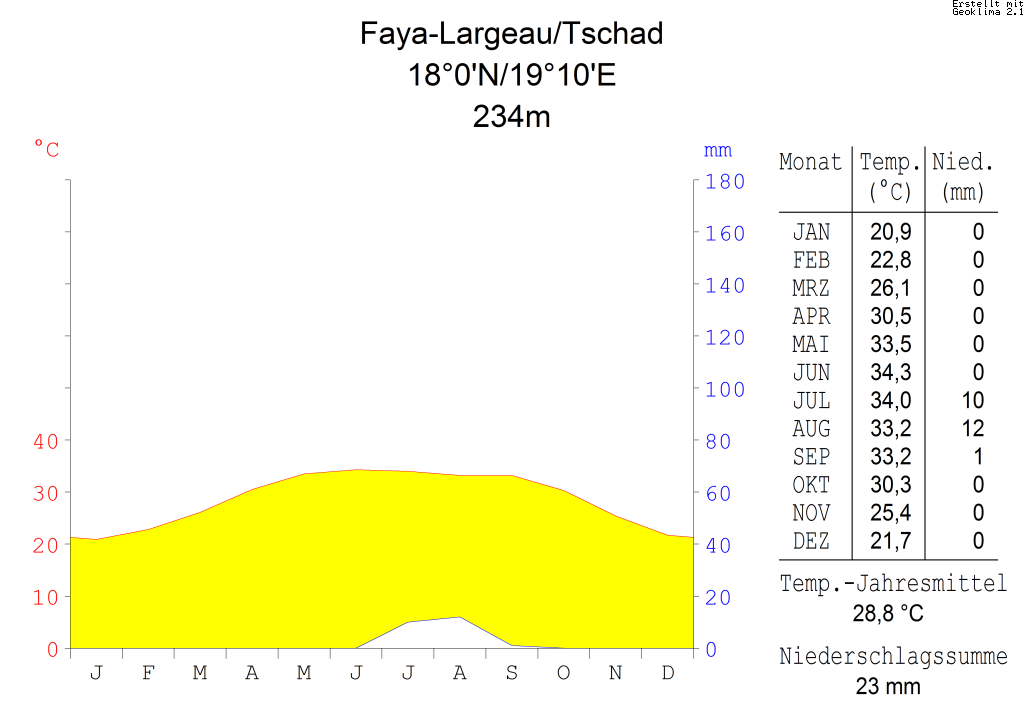
Diagramme climatique de Faya-Largeau.

## Paléontologie
Dans le gisement de vertébrés fossiles de Kossom Bougoudi (KB), au cœur du désert du Djourab, des équipes du CNRS, franco-tchadiennes et internationales ont mis au jour 1250 spécimens, parmi lesquels une majorité de restes de mammifères, principalement des artiodactyles.

### Paléoanthropologie
Le spécimen de Sahelanthropus tchadensis surnommé Toumaï a été découvert dans cette région.
Le Tchad, et plus particulièrement le désert du Djourab, est devenu une région clef pour étudier l'origine et l'évolution des hominidés anciens. Depuis 1994, c'est dans cette région que des chercheurs de la Mission paléoanthropologique franco-tchadienne (MPFT) ont mis successivement au jour Abel (Australopithecus bahrelghazali), premier Australopithèque décrit à l'ouest de la vallée du Grand Rift, puis Toumaï, le plus ancien hominidé connu à ce jour.

## Districts administratifs dans le désert du Djourab
- Borkou
- Ennedi Ouest
- Ennedi Est
- Batha
- Tibesti
- Barh el Gazel
- Kanem